# مهندسی شبکه رایانه‌ای
مهندسی شبکه رایانه‌ای یک شاخه فناوری در مهندسی است که به طراحی، پیاده‌سازی و مدیریت شبکه‌های رایانه‌ای می‌پردازد. این سامانه‌ها شامل اجزای فیزیکی مانند روتر، سوئیچ، کابل و همچنین برخی اجزای منطقی مانند پروتکل ارتباطات و خدمات شبکه هستند. مهندسان شبکه رایانه‌ای تلاش می‌کنند تا داده‌ها به صورت کارآمد، امن و قابل اطمینان در شبکه‌های محلی (اختصاری LAN)، شبکه‌های گسترده (اختصاری WAN) و البته از طریق اینترنت منتقل شوند.
شبکه‌های رایانه‌ای اغلب نقش مهمی در صنایع مدرن، از مخابرات تا رایانش ابری دارند و فرایندهایی مانند پست الکترونیکی و اشتراک‌گذاری فایل، همچنین خدمات پیچیده و بلادرنگ مانند خدمات تلفن تصویری و بازی آنلاین را امکان‌پذیر می‌سازند.

## پیشینه
تکامل مهندسی شبکه با نقاط عطف مهمی همراه بوده است که روش‌های ارتباطی را به‌طور قابل توجهی تحت تأثیر قرار داده‌اند. این نقاط عطف به‌ویژه پیشرفت‌های صورت‌گرفته در توسعه پروتکل‌های ارتباطی را که برای شبکه‌های امروزی حیاتی هستند، برجسته می‌کند. این حوزه در دهه ۱۹۶۰ با پروژه‌هایی مانند آرپانت آغاز شد که پیشرفت‌های مهمی را در انتقال مطمئن داده‌ها رقم زدند. ظهور پروتکل‌هایی مانند مجموعه پروتکل اینترنت (اختصاری TCP/IP) انقلابی در شبکه ایجاد کرد، چراکه امکان همکاری متقابل میان سامانه‌های مختلف را فراهم ساخت و به رشد سریع اینترنت انجامید. از توسعه‌های کلیدی این مسیر می‌توان استانداردسازی پروتکل‌ها و حرکت به‌سوی معماری‌های لایه‌ای پیچیده‌تر را نام برد. این پیشرفت‌ها به‌طور عمیقی شیوه تعامل دستگاه‌ها در شبکه‌های جهانی را تغییر داده‌اند.

## طراحی زیرساخت شبکه
پایه و اساس مهندسی شبکه رایانه‌ای در طراحی زیرساخت شبکه نهفته است. این امر شامل برنامه‌ریزی چیدمان فیزیکی شبکه و توپولوژی منطقی آن برای تضمین جریان بهینه داده‌ها، قابلیت اطمینان و مقیاس‌پذیری است.

### زیرساخت فیزیکی
زیرساخت فیزیکی شامل سخت‌افزاری است که برای انتقال داده‌ها به کار می‌رود و نمایانگر لایه نخست مدل OSI است.

#### کابل‌کشی
کابل‌های مسی مانند اترنت بر بستر زوج تابیده معمولاً برای ارتباطات کوتاه‌برد به‌ویژه در شبکه‌های محلی (LAN) استفاده می‌شوند، در حالی که کابل‌های فیبر نوری به دلیل سرعت بالای انتقال و مقاومت بیشتر در برابر تداخل، برای ارتباطات بلندمدت ترجیح داده می‌شوند. فیبر نوری نقشی اساسی در ستون فقرات شبکه‌های بزرگ مانند مراکز داده و زیرساخت ارائه‌دهندگان خدمات اینترنتی (اختصاری ISP) ایفا می‌کند.

#### شبکه‌های بی‌سیم
علاوه بر ارتباطات سیمی، شبکه‌های بی‌سیم به عنوان بخشی رایج از زیرساخت فیزیکی مطرح هستند. این شبکه‌ها امکان ارتباط میان دستگاه‌ها را بدون نیاز به کابل‌های فیزیکی فراهم می‌سازند و انعطاف‌پذیری و تحرک را افزایش می‌دهند. فناوری‌های بی‌سیم از روش‌های گوناگون انتقال، از جمله فرکانس رادیویی (RF)، فروسرخ و ارتباط لیزری استفاده می‌کنند تا دستگاه‌ها را به شبکه متصل نمایند.
وای-فای بر پایه آی‌تریپل‌ئی ۸۰۲٫۱۱ رایج‌ترین فناوری بی‌سیم در شبکه‌های محلی است و از امواج RF برای انتقال داده بین دستگاه‌ها و نقاط دسترسی استفاده می‌کند. شبکه‌های بی‌سیم در باندهای فرکانسی گوناگون مانند 2.4 GHz و 5 GHz کار می‌کنند که هرکدام دامنه پوشش و نرخ انتقال داده متفاوتی دارند؛ باند ۲٫۴ گیگاهرتز پوشش گسترده‌تر و باند ۵ گیگاهرتز سرعت بالاتر با تداخل کمتر دارد. افزون بر وای‌فای، روش‌هایی مانند ارتباط فروسرخ و لیزری در موارد خاص به کار می‌روند، مثلاً برای ارتباطات کوتاه‌برد یا ارتباط نقطه‌به‌نقطه امن.
در شبکه‌های سیار، فناوری‌هایی مانند 3G، 4G و 5G ارتباطات بی‌سیم در سطح وسیع را فراهم می‌کنند. 3G امکان سرعت بیشتر برای مرور موبایل را فراهم ساخت، 4G سرعت و ظرفیت را ارتقاء داد و از کاربردهای پیشرفته مانند ویدئو به‌درخواست پشتیبانی کرد. 5G با فرکانس‌های متنوع از جمله باند موج میلی‌متری، نرخ داده بالا، تأخیر پایین و امکان اتصال دستگاه‌های بیشتر را مهیا می‌کند که برای کاربردهایی مانند اینترنت اشیاء و سامانه‌های خودران مهم است.

#### تجهیزات شبکه
روترها و سوئیچ‌ها در هدایت ترافیک داده و حفظ امنیت شبکه نقش دارند؛ مهندسان شبکه این تجهیزات را برای بهینه‌سازی جریان ترافیک و جلوگیری از ازدحام شبکه پیکربندی می‌کنند. در شبکه‌های بی‌سیم، نقاط دسترسی بی‌سیم (WAP) اتصال دستگاه‌ها به شبکه را ممکن می‌سازند. برای گسترش پوشش، نقاط دسترسی متعددی می‌توانند قرار گیرند تا زیرساخت بی‌سیم ایجاد شود. افزون بر وای‌فای، اجزای شبکه سلولی مانند زیرسامانه ایستگاه پایه و تکرارگرها در شبکه‌های گسترده استفاده می‌شوند و کنترل‌کننده‌های شبکه و دیوارهای آتش مدیریت ترافیک و سیاست‌های امنیتی را بر عهده دارند. این تجهیزات در مجموع معماری شبکه‌ای امن، منعطف و مقیاس‌پذیر را برای پوشش محلی و گسترده فراهم می‌کنند.

### توپولوژی منطقی

نمونه‌ای از توپولوژی‌های شبکه

فراتر از زیرساخت فیزیکی، شبکه باید به صورت منطقی نیز سازماندهی شود که تعیین‌کننده نحوه مسیریابی داده‌ها میان دستگاه‌ها است. توپولوژی‌های مختلفی همچون ستاره‌ای، توری و سلسله‌مراتبی بسته به نیازهای شبکه به کار می‌رود. در توپولوژی ستاره‌ای، تمامی دستگاه‌ها به یک هاب مرکزی متصل می‌شوند که ترافیک را هدایت می‌کند. این پیکربندی مدیریت و رفع اشکال ساده‌ای دارد اما می‌تواند نقطه ضعف منفرد ایجاد کند. در مقابل، توپولوژی توری که در آن هر دستگاه با چند دستگاه دیگر ارتباط دارد، افزونگی و قابلیت اطمینان بالایی ایجاد می‌کند اما به طراحی پیچیده‌تر و تجهیزات بیشتر نیاز دارد. شبکه‌های بزرگ به ویژه در سازمان‌ها، غالباً از مدل سلسله‌مراتبی با لایه‌های هسته، توزیع و دسترسی استفاده می‌کنند تا مقیاس‌پذیری و عملکرد بهتری داشته باشند.

## پروتکل‌های شبکه و استانداردهای ارتباطی
پروتکل ارتباطات تعیین‌کننده نحوه انتقال، مسیریابی و تحویل داده در شبکه است. بسته به اهداف هر شبکه، پروتکل‌هایی انتخاب می‌شوند تا کارایی و امنیت عملکرد شبکه تضمین شود.
مجموعه پروتکل TCP/IP پایه اصلی شبکه‌های رایانه‌ای امروزی از جمله اینترنت است. این مجموعه تعیین می‌کند که داده‌ها چگونه به بسته‌های کوچک‌تر تقسیم، نشانی‌دهی، مسیریابی و دوباره سرهم می‌شوند. پروتکل اینترنت (IP) برای مسیریابی بسته‌ها میان شبکه‌های مختلف حیاتی است.
افزون بر پروتکل‌های سنتی، پروتکل‌های پیشرفته مانند MPLS و مسیریابی قطعه‌ای کارایی مدیریت ترافیک و مسیریابی را افزایش می‌دهند. برای مسیریابی درون دامنه، پروتکل‌هایی مانند OSPF و EIGRP قابلیت‌های مسیریابی پویا را فراهم می‌کنند.
در سطح شبکه‌های محلی (LAN)، پروتکل‌هایی مانند وی‌ایکس‌ال‌ای‌ان و مجازی‌سازی شبکه با کپسوله‌سازی مسیریابی عمومی ایجاد شبکه‌های مجازی را ممکن می‌سازند. همچنین آی‌پی‌سک و امنیت لایه انتقال کانال‌های ارتباطی را امن می‌کنند و صحت و محرمانگی داده‌ها را تضمین می‌کنند.
برای کاربردهای بلادرنگ، پروتکل‌هایی مانند پروتکل انتقال بلادرنگ (RTP) و وب‌آرتی‌سی ارتباط با تأخیر کم را ممکن می‌سازند و مناسب برای کنفرانس ویدیویی و سرویس‌های پخش زنده هستند. افزون بر این، پروتکل‌هایی مانند کوییک (پروتکل) کارایی و امنیت وب را با ایجاد ارتباطات امن با تأخیر کاهش‌یافته ارتقاء می‌دهند.

## امنیت شبکه
با توجه به اینکه شبکه‌ها به بخش جدایی‌ناپذیر از عملیات تجاری و ارتباطات شخصی تبدیل شده‌اند، نیاز به تدابیر امنیتی قوی افزایش یافته است. امنیت شبکه بخش حیاتی از مهندسی شبکه رایانه‌ای است و بر حفاظت از شبکه‌ها در برابر دسترسی غیرمجاز، نقض داده و انواع مختلف حمله سایبری تمرکز دارد. مهندسان مسئول طراحی و پیاده‌سازی تدابیری هستند که صحت و محرمانگی داده‌های منتقل‌شده در شبکه را تضمین کند.
دیوارهای آتش به عنوان مانع میان شبکه‌های داخلی قابل اطمینان و محیط‌های خارجی مانند اینترنت عمل می‌کنند. مهندسان شبکه دیوارهای آتش از جمله دیوار آتش نسل جدید (NGFW) را پیکربندی می‌کنند که امکانات پیشرفته‌ای مانند بازرسی ژرف بسته‌ها و شناسایی برنامه‌ها را فراهم می‌کند و کنترل دقیق‌تری بر ترافیک شبکه و محافظت در برابر حملات پیشرفته ایجاد می‌کند.
افزون بر دیوار آتش، مهندسان از پروتکل رمزنگاری مانند آی‌پی‌سک و امنیت لایه انتقال برای امن‌سازی داده‌های در حال انتقال استفاده می‌کنند. این پروتکل‌ها حفاظت از اطلاعات حساس در برابر شنود و دست‌کاری را ممکن می‌سازند.
برای دسترسی امن از راه دور، شبکه خصوصی مجازی (VPN) پیاده‌سازی می‌شود و از فناوری‌های رمزنگاری برای ایجاد تونل‌های امن انتقال داده در شبکه‌های عمومی بهره می‌برد. این VPNها هم برای حفظ امنیت دسترسی کاربران از راه دور به شبکه‌های شرکتی و هم در دیگر محیط‌ها استفاده می‌شوند.
برای تقویت قابلیت شناسایی تهدید و واکنش به آن، مهندسان شبکه سامانه تشخیص نفوذ (IDS) و سامانه‌های جلوگیری از نفوذ (IPS) را پیاده‌سازی می‌کنند. همچنین ممکن است سیستم مدیریت اطلاعات و رویدادهای امنیتی (SIEM) برای جمع‌آوری و تحلیل داده‌های امنیتی سراسر شبکه مورد استفاده قرار گیرد. راهکارهای شناسایی و واکنش نقطه پایانی (EDR) نیز برای نظارت و واکنش به تهدیدها در سطح دستگاه مورد استفاده قرار می‌گیرند.
علاوه بر این، تکنیک‌های بخش‌بندی شبکه مانند استفاده از شبکه مجازی و زیرشبکه برای جداسازی داده‌ها و سامانه‌های حساس به کار می‌رود تا تأثیر بالقوه نقض‌ها محدود شود و امنیت کلی از طریق کنترل دسترسی به منابع حیاتی افزایش یابد.

## عملکرد و بهینه‌سازی شبکه
با گسترش پیچیدگی و مقیاس شبکه‌های مدرن که توسط کاربردهای پرمصرف داده مانند رایانش ابری، ویدئوی اچ‌دی و سامانه‌های توزیع‌شده هدایت می‌شوند، بهینه‌سازی عملکرد شبکه به مسئولیتی مهم برای مهندسان شبکه تبدیل شده است. ابزارهای بهینه‌سازی عملکرد شبکه هدف‌شان مقیاس‌پذیری، تاب‌آوری و استفاده بهینه از منابع با کمترین تأثیر منفی بر عملکرد است.

### کیفیت خدمت
معماری‌های شبکه امروزی فراتر از سیاست‌های ابتدایی کیفیت خدمت (اختصاری QoS) هستند. تکنیک‌هایی مانند زنجیره‌سازی کارکرد خدمات (SFC) به مهندسان امکان ایجاد جریان‌های پویا و اعمال سیاست‌های خاص QoS در مسیرهای ترافیک را می‌دهد. همچنین برش شبکه 5G در شبکه‌های 5G برای تخصیص منابع به سرویس‌های مختلف و بهبود سرویس‌های با پهنای باند بالا یا تأخیر کم به کار می‌رود.

### توازن بار هوشمند و مهندسی ترافیک
علاوه بر توازن بار سنتی، تکنیک‌هایی مانند شبکه مبتنی بر نیت و بهینه‌سازی ترافیک مبتنی بر هوش مصنوعی برای پیش‌بینی و تنظیم توزیع ترافیک بر اساس الگوهای استفاده، خرابی‌های شبکه یا عملکرد زیرساخت به کار می‌روند. در زیرساخت‌های ابری ترکیبی، شبکه گسترده تعریف‌شده با نرم‌افزار  (اختصاری SD-WAN) اتصال بهینه میان محیط‌های محلی و ابری را مدیریت می‌کند. سیاست‌هایی مانند ارتباط مراکز داده (DCI) تضمین‌کننده ارتباط با عملکرد بالا در مراکز داده توزیع‌شده جغرافیایی هستند.

### پایش پیش‌دستانه شبکه و رفع عیب پیش‌بینانه
ابزارهای پایش سنتی شبکه با راهکارهای ارسال تله‌متری و تحلیل‌های بلادرنگ تکمیل شده‌اند. سامانه‌های شبکه مبتنی بر نیت (IBNS) به‌صورت خودکار انحراف عملکرد از اهداف خدماتی تعیین‌شده را شناسایی می‌کنند، در حالی که روش‌های نگهداری و تعمیرات پیشگویانه مبتنی بر یادگیری ماشین به مهندسان امکان می‌دهد نقص سخت‌افزاری یا ازدحام ترافیکی را پیش از تأثیر بر کاربران شناسایی کنند. شبکه‌های خودترمیم با بهره‌گیری از شبکه تعریف‌شده با نرم‌افزار می‌توانند به صورت خودکار تنظیماتی برای بازیابی عملکرد بدون نیاز همیشگی به مداخله انسانی انجام دهند.

### مجازی‌سازی عملکردهای شبکه و رایانش لبه‌ای
با ظهور NFV، مهندسان می‌توانند عملکردهایی مانند مسیریابی، دیوار آتش و توازن بار را به صورت مجازی پیاده‌سازی کنند. همچنین، رایانش لبه‌ای پردازش و ذخیره‌سازی را به کاربر نهایی نزدیک‌تر می‌کند که برای کاربردهای حساس به تأخیر مانند اینترنت اشیا و تحلیل‌های بلادرنگ اهمیت دارد.

### پروتکل‌های چندمسیره و بهینه‌سازی لایه کاربرد
پروتکل‌های انتقال چندمسیره مانند تی‌سی‌پی چندمسیره (اختصاری MPTCP)، استفاده همزمان از مسیرهای مختلف را ممکن می‌سازند و در افزایش در دسترس‌بودن و توزیع بار شبکه مؤثرند. این ویژگی برای شبکه‌هایی با اتصال افزونه یا نیازمند حداقل تأخیر سودمند است. به طور همزمان، بهینه‌سازی لایه کاربرد بر تنظیم دقیق ترافیک در سطح نرم‌افزار تمرکز دارد تا جریان داده در سامانه‌های توزیع‌شده بهینه گردد، سربار کاهش یابد و گذرداد شبکه افزایش یابد.

## مهندسی رایانش ابری
ظهور رایانش ابری، الگوهای جدیدی را برای مهندسی شبکه ایجاد کرده است و تمرکز آن بر طراحی و بهینه‌سازی زیرساخت‌های مجازی‌سازی شده است. مهندسان شبکه مدیریت سیستم‌های محلی و ادغام با خدمات ابری را برای بهبود مقیاس‌پذیری، قابلیت اطمینان و امنیت برعهده دارند.

### معماری شبکه ابری
معماری شبکه ابری به طراحی شبکه‌های مجازی می‌پردازد که بتوانند با تقاضاهای متغیر سازگار شوند. ابر خصوصی مجازی (VPC) و مدل‌های ابر ترکیبی به سازمان‌ها اجازه می‌دهد منابع داخلی خود را به محیط‌های ابری گسترش دهند و میان منابع محلی و خدمات ابر عمومی تعادل برقرار کنند. راهکارهای اتصال ابری مانند ارتباطات اختصاصی می‌تواند تأخیر را کاهش داده و انتقال داده میان زیرساخت‌های محلی و ابری را بهینه کند.

### شبکه تعریف‌شده با نرم‌افزار (SDN)
شبکه تعریف‌شده با نرم‌افزار (SDN) هسته اصلی شبکه‌سازی ابری است و کنترل متمرکز پیکربندی شبکه را ممکن می‌سازد. SDN در کنار NFV امکان مدیریت منابع شبکه از طریق نرم‌افزار را فراهم می‌کند و وظایفی مانند توازن بار، مسیریابی و دیوار آتش را خودکارسازی می‌نماید. شبکه‌های پوششی (Overlay) نیز برای ایجاد شبکه‌های مجازی بر روی زیرساخت فیزیکی مشترک به کار می‌روند و امنیت و ایزولاسیون محیط چندمستأجری را تقویت می‌کنند.

### امنیت شبکه ابری
امنیت محاسبات ابری به حفاظت از داده‌هایی می‌پردازد که در محیط‌های گوناگون جابجا می‌شوند. مهندسان با پیاده‌سازی رمزنگاری، مدیریت هویت (IAM) و مدل امنیتی اعتماد صفر امنیت شبکه ابری را افزایش می‌دهند. دیوار آتش، سامانه‌های تشخیص نفوذ و راهکارهای بومی ابری برای پایش و حفاظت این محیط‌ها به‌کار می‌رود. خردبخشی (Micro-segmentation) برای ایزوله‌سازی بارهای کاری و کاهش سطح حمله استفاده می‌شود و شبکه‌های خصوصی مجازی (VPN) و تونل‌های IPsec نیز امنیت ارتباط میان شبکه‌های ابری و محلی را تضمین می‌کنند.

### بهینه‌سازی عملکرد شبکه ابری
بهینه‌سازی عملکرد شبکه در فضای ابری برای کاربردهایی که نیاز به تأخیر پایین و گذردهی بالا دارند اهمیت دارد. مهندسان با استقرار شبکه تحویل محتوا (CDN) تأخیر را کاهش داده و با استفاده از ارتباطات اختصاصی و سیاست‌های مهندسی ترافیک، بهترین مسیرها را برای داده‌ها میان مناطق ابری انتخاب می‌کنند.

### ابزارها و پروتکل‌ها
شبکه‌سازی ابری بر پروتکل‌هایی همچون VXLAN و انکپسوله‌سازی مسیریابی عمومی (GRE) برای برقراری ارتباط در محیط‌های مجازی تکیه دارد. ابزارهای خودکارسازی نیز امکان زیرساخت مبتنی بر کد (IaC) را فراهم می‌کنند تا پیاده‌سازی پیکربندی شبکه‌های ابری با مقیاس بالا و به صورت یکنواخت انجام شود.

## روندهای نوظهور
مهندسی شبکه به‌سرعت در حال تحول است که این امر ناشی از پیشرفت‌های فناوری و نیازهای جدید ارتباطی است. یکی از این روندها، ادغام هوش مصنوعی (AI) و یادگیری ماشین (ML) در مدیریت شبکه است. ابزارهای مبتنی بر هوش مصنوعی بیش‌ازپیش برای خودکارسازی و بهینه‌سازی شبکه، تحلیل‌های پیش‌بینی و تشخیص هوشمند خطا به‌کار می‌روند. نقش AI در امنیت رایانه نیز رو به گسترش است و از آن برای شناسایی و مقابله با تهدیدات از طریق تحلیل الگوهای رفتاری شبکه استفاده می‌شود.
توسعه شبکه کوانتومی پتانسیل ایجاد ارتباطات بسیار امن را از طریق رمزنگاری کوانتومی و توزیع کلید کوانتومی (QKD) فراهم می‌کند. شبکه کوانتومی همچنان در مراحل آزمایشی قرار دارد.
سیستم‌های اینترنت مبتنی بر فضا نیز به‌عنوان روندی رو به رشد در مهندسی شبکه مطرح هستند. پروژه‌هایی که بر پایه مدار پایینی زمین (LEO) و منظومه ماهواره‌ای بنا شده‌اند، مانند اسپیس‌اکس و استارلینک، هدف‌شان گسترش دسترسی اینترنت به مناطق دورافتاده و کمتر توسعه‌یافته است.
در آینده، راه‌اندازی شبکه‌های 6G احتمالاً نرخ انتقال داده، تأخیر و قابلیت اتصال را بهبود خواهد داد. انتظار می‌رود 6G از فناوری‌های نوینی مانند ارتباط تمام‌نگاری بلادرنگ، محیط‌های مجازی و کاربردهای مبتنی بر هوش مصنوعی پشتیبانی کند. این پیشرفت‌ها به احتمال زیاد رویکردهای جدیدی برای مدیریت طیف، بهره‌وری انرژی و طراحی زیرساخت پایدار برای پاسخ به رشد پیش‌بینی‌شده هزینه‌های تحول دیجیتال طلب خواهد کرد.

## اینترنت اشیا
اینترنت اشیا (IoT) یکی از محورهای اصلی در این مقاله مروری است و چارچوبی جامع را برای پرداختن به چالش‌های مختلف مرتبط با اتصال اینترنت و جهان فیزیکی ارائه می‌دهد. در حال حاضر، اینترنت نقش مهمی در زندگی روزمره دارد و تجربیات انسانی را به‌طور قابل توجهی متحول ساخته است. یکی از جنبه‌های کلیدی این پیشرفت فناوری، ادغام فناوری‌های مختلف با سامانه‌های ارتباطی است. یکی از مهم‌ترین کاربردهای اینترنت اشیا، شناسایی و ردیابی اشیای هوشمند است. شبکه‌های حسگر بی‌سیم (WSN) امکان حسگری جهانی را فراهم ساخته‌اند و بسیاری از جنبه‌های زندگی معاصر را تحت تأثیر قرار داده‌اند. رشد این دستگاه‌ها در بستر شبکه‌ای پاسخ‌گو و ارتباطی در نهایت منجر به شکل‌گیری اینترنت اشیا خواهد شد. در این چارچوب، حسگرها و عملگرها به‌طور یکپارچه با محیط پیرامون تعامل دارند و اشتراک‌گذاری اطلاعات در بسترهای مختلف برای ایجاد تصویر عملیاتی مشترک (COP) را تسهیل می‌کنند. اینترنت اشیا آینده‌ای را ترسیم می‌کند که در آن حوزه‌های دیجیتال و فیزیکی از طریق فناوری‌های پیشرفته اطلاعاتی و ارتباطی بی‌سیم به هم پیوند می‌خورند. این بررسی، چشم‌اندازها، مفاهیم، فناوری‌ها، چالش‌ها، جهت‌گیری‌های نوآورانه و کاربردهای اینترنت اشیا را تبیین می‌کند.

## مراجع
1. ↑  Shinde, Siddhesh (2023-01-25). "What Does a Network Engineer do? Top Skills, Salary, & More!". Emeritus (به انگلیسی). Retrieved 2024-11-05.
2. ↑  Lombardi, Phil (2024-08-15). "What Is a Network Engineer? (Definition, Duties and Skills)". Indeed. Retrieved 2024-11-05.
3. ↑  Bochmann, Gregor v.; Rayner, Dave; West, Colin H. (2010-12-20). "Some notes on the history of protocol engineering". Computer Networks. 54 (18): 3197–3209. doi:10.1016/j.comnet.2010.05.019. ISSN 1389-1286.
4. ↑  Parkin, John, ed. (2012). Cycling and sustainability. Transport and sustainability (1. ed.). Bingley: Emerald. ISBN 978-1-78052-298-2.
5. ↑  Okoro, Rc; Menkiti, Ai; Onuu, Mu (2008-11-04). "Choice Of Computer Networking Cables And Their Effect On Data Transmission". Global Journal of Pure and Applied Sciences. 14 (4). doi:10.4314/gjpas.v14i4.16833. ISSN 1118-0579.
6. ↑  LaBrie, Greg. "6 Benefits of Wireless Networking + Wireless Networking Solutions". blog.wei.com (به انگلیسی). Retrieved 2024-11-21.
7. ↑  Hua, Ju; Shunwuritu, Na (2021-02-01). "Research on term extraction technology in computer field based on wireless network technology". Microprocessors and Microsystems. 80: 103336. doi:10.1016/j.micpro.2020.103336. ISSN 0141-9331.
8. ↑  Deng, Cailian; Fang, Xuming; Han, Xiao; Wang, Xianbin; Yan, Li; He, Rong; Long, Yan; Guo, Yuchen (29 July 2020). "IEEE 802.11be Wi-Fi 7: New Challenges and Opportunities". IEEE Communications Surveys & Tutorials. 22 (4): 2136–2166. arXiv:2007.13401. doi:10.1109/COMST.2020.3012715. ISSN 1553-877X.
9. ↑  NIC.br. "WiFi 2.4 GHz and 5 GHz bands – Internet Citizen". cidadaonarede.nic.br. Retrieved 2024-11-05.
10. ↑  "Cellular Network – an overview | ScienceDirect Topics". www.sciencedirect.com. Retrieved 2024-11-05.
11. ↑  "Network Devices (Hub, Repeater, Bridge, Switch, Router, Gateways and Brouter)". GeeksforGeeks (به انگلیسی). 2015-07-08. Retrieved 2024-11-05.
12. ↑  "Logical Topology – an overview | ScienceDirect Topics". www.sciencedirect.com. Retrieved 2024-11-05.
13. ↑  "9 Types Of Network Protocols & When To Use Them". Forbes Advisor. Retrieved 2024-11-05.
14. ↑  Parziale, Lydia; Britt, David T.; Davis, Chuck; Forrester, Jason; Liu, Wei; Matthews, Carolyn; Rosselot, Nicolas (2006). TCP/IP Tutorial and Technical Overview. IBM.
15. ↑  Viswanathan, Arun; Rosen, Eric C.; Callon, Ross (January 2001). Multiprotocol Label Switching Architecture (Report). Internet Engineering Task Force.
16. ↑  Filsfils, Clarence; Previdi, Stefano; Ginsberg, Les; Decraene, Bruno; Litkowski, Stephane; Shakir, Rob (July 2018). Segment Routing Architecture (Report). Internet Engineering Task Force.
17. ↑  Patel, Haresh N.; Pandey, Rashmi (2014). "Extensive Reviews of OSPF and EIGRP Routing Protocols based on Route Summarization and Route Redistribution" (PDF). Journal of Engineering Research and Applications. 4 (9): 141–144 – via IJERA.
18. ↑  Sudrajat, Mirdan Syahid Mulya; Perdana, Doan; Negara, Ridha Muldina (2017-09-01). "Performance Analysis of VXLAN and NVGRE Tunneling Protocol on Virtual Network". Bulletin of Electrical Engineering and Informatics (به انگلیسی). 6 (3): 295–300. doi:10.11591/eei.v6i3.622. ISSN 2302-9285.
19. ↑  Kotuliak, I.; Rybar, P.; Truchly, P. (October 2011). "Performance comparison of IPsec and TLS based VPN technologies". 2011 9th International Conference on Emerging eLearning Technologies and Applications (ICETA). IEEE. pp. 217–221. doi:10.1109/iceta.2011.6112567. ISBN 978-1-4577-0052-1.
20. ↑  Perkins, C.; Westerlund, M.; Ott, J. (January 2021). Media Transport and Use of RTP in WebRTC (Report) (به انگلیسی). RFC Editor. doi:10.17487/rfc8834.
21. ↑  Cook, Sarah; Mathieu, Bertrand; Truong, Patrick; Hamchaoui, Isabelle (May 2017). "QUIC: Better for what and for whom?". 2017 IEEE International Conference on Communications (ICC). IEEE. pp. 1–6. doi:10.1109/ICC.2017.7997281. ISBN 978-1-4673-8999-0.
22. ↑  Marin, G. A. (November 2005). "Network Security Basics". IEEE Security and Privacy Magazine (به انگلیسی). 3 (6): 68–72. doi:10.1109/MSP.2005.153. ISSN 1540-7993.
23. ↑  Malecki, Florian (2012-12-01). "Next-generation firewalls: security with performance". Network Security. 2012 (12): 19–20. doi:10.1016/S1353-4858(12)70114-9. ISSN 1353-4858.
24. ↑  Turner, Sean (November 2014). "Transport Layer Security". IEEE Internet Computing. 18 (6): 60–63. doi:10.1109/MIC.2014.126. ISSN 1089-7801.
25. ↑  Alshamrani, Hani (2014). "Internet Protocol Security (IPSec) Mechanisms". International Journal of Scientific & Engineering Research. 5 (5): 85–87 – via IJSER.
26. ↑  Scott, Charlie; Wolfe, Paul; Erwin, Mike (1999). Virtual Private Networks. O'Reilly Media.
27. ↑  Jayaraman, Nepolian (2023-12-15). "IDS vs. IPS: Key Difference and Similarities Best for Cybersecurity". Cybersecurity Exchange (به انگلیسی). Retrieved 2024-11-05.
28. ↑  González-Granadillo, Gustavo; González-Zarzosa, Susana; Diaz, Rodrigo (January 2021). "Security Information and Event Management (SIEM): Analysis, Trends, and Usage in Critical Infrastructures". Sensors (به انگلیسی). 21 (14): 4759. Bibcode:2021Senso..21.4759G. doi:10.3390/s21144759. ISSN 1424-8220. PMC 8309804. PMID 34300500.
29. ↑  "What Is Network Segmentation?". Palo Alto Networks (به انگلیسی). Retrieved 2024-11-05.
30. ↑  "What Is Network Optimization? Definition & Best Practices". Forbes Advisor. Retrieved 2024-11-05.
31. ↑  Halpern, Joel M.; Pignataro, Carlos (October 2015). Service Function Chaining (SFC) Architecture (Report). Internet Engineering Task Force.
32. ↑  Zhang, Shunliang (June 2019). "An Overview of Network Slicing for 5G". IEEE Wireless Communications. 26 (3): 111–117. doi:10.1109/MWC.2019.1800234. ISSN 1536-1284.
33. ↑  Velasco, L.; Barzegar, S.; Tabatabaeimehr, F.; Ruiz, M. (2022-01-01). "Intent-based networking and its application to optical networks [Invited Tutorial]". Journal of Optical Communications and Networking (به انگلیسی). 14 (1): A11–A22. doi:10.1364/JOCN.438255. hdl:2117/361160. ISSN 1943-0639.
34. ↑  Velasco, L.; Barzegar, S.; Tabatabaeimehr, F.; Ruiz, M. (2022-01-01). "Intent-based networking and its application to optical networks [Invited Tutorial]". Journal of Optical Communications and Networking (به انگلیسی). 14 (1): A11–A22. doi:10.1364/JOCN.438255. hdl:2117/361160. ISSN 1943-0639.
35. ↑  Umoga, Uchenna Joseph; Sodiya, Enoch Oluwademilade; Ugwuanyi, Ejike David; Jacks, Boma Sonimitiem; Lottu, Oluwaseun Augustine; Daraojimba, Obinna Donald; Obaigbena, Alexander (2024). "Exploring the potential of AI-driven optimization in enhancing network performance and efficiency". Magna Scientia Advanced Research and Reviews. 10 (1): 368–378. doi:10.30574/msarr.2024.10.1.0028. ISSN 2582-9394.
36. ↑  Yang, Zhenjie; Cui, Yong; Li, Baochun; Liu, Yadong; Xu, Yi (July 2019). "Software-Defined Wide Area Network (SD-WAN): Architecture, Advances and Opportunities". 2019 28th International Conference on Computer Communication and Networks (ICCCN). IEEE. pp. 1–9. doi:10.1109/ICCCN.2019.8847124. ISBN 978-1-7281-1856-7.
37. ↑  Chen, Nan; Fan, Yongbing; He, Xiaowu; Liu, Yi; Li, Qiaoling (2015). "Research on Cloud Datacenter Interconnect Technology".  In Cai, Ruichu; Chen, Kang; Hong, Liang; Yang, Xiaoyan; Zhang, Rong; Zou, Lei (eds.). Web Technologies and Applications. Lecture Notes in Computer Science (به انگلیسی). Vol. 9461. Cham: Springer International Publishing. pp. 79–86. doi:10.1007/978-3-319-28121-6_8. ISBN 978-3-319-28121-6.
38. ↑  Paolucci, Francesco; Sgambelluri, Andrea; Cugini, Filippo; Castoldi, Piero (2018-08-01). "Network Telemetry Streaming Services in SDN-Based Disaggregated Optical Networks". Journal of Lightwave Technology. 36 (15): 3142–3149. Bibcode:2018JLwT...36.3142P. doi:10.1109/JLT.2018.2795345. hdl:11382/521445. ISSN 0733-8724.
39. ↑  Carvalho, Thyago P.; Soares, Fabrízzio A. A. M. N.; Vita, Roberto; Francisco, Roberto da P.; Basto, João P.; Alcalá, Symone G. S. (2019-11-01). "A systematic literature review of machine learning methods applied to predictive maintenance". Computers & Industrial Engineering. 137: 106024. doi:10.1016/j.cie.2019.106024. ISSN 0360-8352.
40. ↑  Thorat, Pankaj; Raza, S. M.; Nguyen, Dung T.; Im, Giyeol; Choo, Hyunseung; Kim, Dongsoo S. (2015-01-08). "Optimized self-healing framework for software defined networks". Proceedings of the 9th International Conference on Ubiquitous Information Management and Communication. IMCOM '15. New York, NY, USA: Association for Computing Machinery. pp. 1–6. doi:10.1145/2701126.2701235. ISBN 978-1-4503-3377-1.
41. ↑  Han, Bo; Gopalakrishnan, Vijay; Ji, Lusheng; Lee, Seungjoon (February 2015). "Network function virtualization: Challenges and opportunities for innovations". IEEE Communications Magazine. 53 (2): 90–97. doi:10.1109/MCOM.2015.7045396. ISSN 0163-6804.
42. ↑  Varghese, Blesson; Wang, Nan; Barbhuiya, Sakil; Kilpatrick, Peter; Nikolopoulos, Dimitrios S. (November 2016). "Challenges and Opportunities in Edge Computing". 2016 IEEE International Conference on Smart Cloud (SmartCloud). IEEE. pp. 20–26. doi:10.1109/SmartCloud.2016.18. ISBN 978-1-5090-5263-9.
43. ↑  Barré, Sébastien; Paasch, Christoph; Bonaventure, Olivier (2011). "MultiPath TCP: From Theory to Practice".  In Domingo-Pascual, Jordi; Manzoni, Pietro; Palazzo, Sergio; Pont, Ana; Scoglio, Caterina (eds.). Networking 2011. Lecture Notes in Computer Science (به انگلیسی). Vol. 6640. Berlin, Heidelberg: Springer. pp. 444–457. doi:10.1007/978-3-642-20757-0_35. ISBN 978-3-642-20757-0.
44. ↑  Seedorf, Jan; Burger, Eric (October 2009). Application-Layer Traffic Optimization (ALTO) Problem Statement (Report). Internet Engineering Task Force.
45. ↑  "Cloud Networking". GeeksforGeeks (به انگلیسی). 2020-08-11. Retrieved 2024-11-05.
46. ↑  "Cloud Architecture Explained with Examples". svitla.com (به انگلیسی). 2023-05-16. Retrieved 2024-11-05.
47. ↑  Beach, Brian; Armentrout, Steven; Bozo, Rodney; Tsouris, Emmanuel (2019),  Beach, Brian; Armentrout, Steven; Bozo, Rodney; Tsouris, Emmanuel (eds.), "Virtual Private Cloud", Pro PowerShell for Amazon Web Services (به انگلیسی), Berkeley, CA: Apress, pp. 85–115, doi:10.1007/978-1-4842-4850-8_5, ISBN 978-1-4842-4850-8, retrieved 2024-11-05
48. ↑  Son, Jungmin; Buyya, Rajkumar (2018-05-23). "A Taxonomy of Software-Defined Networking (SDN)-Enabled Cloud Computing". ACM Comput. Surv. 51 (3): 59:1–59:36. doi:10.1145/3190617. ISSN 0360-0300.
49. ↑  Yi, Bo; Wang, Xingwei; Li, Keqin; Das, Sajal k.; Huang, Min (2018-03-14). "A comprehensive survey of Network Function Virtualization". Computer Networks. 133: 212–262. doi:10.1016/j.comnet.2018.01.021. ISSN 1389-1286.
50. ↑  Kandukuri, Balachandra Reddy; V., Ramakrishna Paturi; Rakshit, Atanu (2009). "Cloud Security Issues". 2009 IEEE International Conference on Services Computing. IEEE. pp. 517–520. doi:10.1109/scc.2009.84. ISBN 978-1-4244-5183-8.
51. ↑  Zolfaghari, Behrouz; Srivastava, Gautam; Roy, Swapnoneel; Nemati, Hamid R.; Afghah, Fatemeh; Koshiba, Takeshi; Razi, Abolfazl; Bibak, Khodakhast; Mitra, Pinaki; Rai, Brijesh Kumar (2020-04-17). "Content Delivery Networks: State of the Art, Trends, and Future Roadmap". ACM Comput. Surv. 53 (2): 34:1–34:34. doi:10.1145/3380613. ISSN 0360-0300.
52. ↑  Li, Tony; Farinacci, Dino; Hanks, Stanley P.; Meyer, David; Traina, Paul S. (March 2000). Generic Routing Encapsulation (GRE) (Report). Internet Engineering Task Force.
53. ↑  Kumar, Manish; Mishra, Shilpi; Lathar, Niraj Kumar; Singh, Pooran (2023). "Infrastructure as Code (IaC): Insights on Various Platforms".  In Shakya, Subarna; Du, Ke-Lin; Ntalianis, Klimis (eds.). Sentiment Analysis and Deep Learning. Advances in Intelligent Systems and Computing (به انگلیسی). Vol. 1432. Singapore: Springer Nature. pp. 439–449. doi:10.1007/978-981-19-5443-6_33. ISBN 978-981-19-5443-6.
54. ↑  Wang, Yue; Forbes, Ray; Cavigioli, Chris; Wang, Haining; Gamelas, Antonio; Wade, Archie; Strassner, John; Cai, Shengming; Liu, Shucheng (December 2018). "Network Management and Orchestration Using Artificial Intelligence: Overview of ETSI ENI". IEEE Communications Standards Magazine. 2 (4): 58–65. doi:10.1109/MCOMSTD.2018.1800033. ISSN 2471-2825.
55. ↑  Simon, Christoph (November 2017). "Towards a global quantum network". Nature Photonics (به انگلیسی). 11 (11): 678–680. arXiv:1710.11585. Bibcode:2017NaPho..11..678S. doi:10.1038/s41566-017-0032-0. ISSN 1749-4893.
56. ↑  Jiao, Jian; Wu, Shaohua; Lu, Rongxing; Zhang, Qinyu (October 2021). "Massive Access in Space-Based Internet of Things: Challenges, Opportunities, and Future Directions". IEEE Wireless Communications. 28 (5): 118–125. doi:10.1109/MWC.001.2000456. ISSN 1536-1284.
57. ↑  del Portillo, Inigo; Cameron, Bruce G.; Crawley, Edward F. (2019-06-01). "A technical comparison of three low earth orbit satellite constellation systems to provide global broadband". Acta Astronautica. 159: 123–135. Bibcode:2019AcAau.159..123D. doi:10.1016/j.actaastro.2019.03.040. hdl:1721.1/135044. ISSN 0094-5765.
58. ↑  Tomkos, Ioannis; Klonidis, Dimitrios; Pikasis, Evangelos; Theodoridis, Sergios (2020-01-01). "Toward the 6G Network Era: Opportunities and Challenges". IT Professional. 22 (1): 34–38. doi:10.1109/MITP.2019.2963491. ISSN 1520-9202.
59. ↑  "Global digital transformation spending 2027". Statista (به انگلیسی). Retrieved 2024-11-25.
60. ↑  Gourav, Misra (2016). "Internet of Things (IoT) – A Technological Analysis and Survey on Vision, Concepts, Challenges, Innovation Directions, Technologies, and Applications (An Upcoming or Future Generation Computer Communication System Technology)" (PDF). Science and Education Publishing. 4 (1): 23–32 – via Journal Article.

1. ↑  Intent-based network
2. ↑  Software-Defined Wide Area Network (SD-WAN)
3. ↑  Multipath TCP (MPTCP)